# Geert Van Rampelberg
Geert Van Rampelberg, né le 11 juillet 1975 à Asse (dans l'actuelle province du Brabant flamand), est un acteur belge néerlandophone.

## Filmographie

### Cinéma
- 1997 : Bedtime Stories (court métrage) de Kaat Beels
- 2001 : Blind Date (court métrage) de Roel Mondelaers
- 2002 : Schemering (court métrage) de Micha Pletinckx : David
- 2003 : La Mémoire du tueur (De Zaak Alzheimer) d'Erik Van Looy : Tom Coemans
- 2004 : De zusjes Kriegel de Dirk Beliën : officier de police
- 2004 : Cologne (court métrage) de Kaat Beels : Frank
- 2005 : Een ander zijn geluk de Fien Troch : le collègue de Mark
- 2007 : Tanguy's Unifying Theory of Life (court métrage) de Pim Algoed : Mr. Castermans
- 2010 : Venus vs. Me (court métrage) de Nathalie Teirlinck
- 2010 : Marie (court métrage) de Jozefien Scheepers : Ruben
- 2011 : Swooni de Kaat Beels : Hendrik
- 2011 : Crossed (court métrage) de Frederic Van Zandycke : le mari
- 2012 : À tout jamais (Tot altijd) de Nic Balthazar : Thomas
- 2012 : Alabama Monroe (The Broken Circle Breakdown) de Felix Van Groeningen : William
- 2013 : The Fall (court métrage) de Kristof Hoornaert : l'Homme
- 2014 : Le Traitement (De behandeling) de Hans Herbots : Nick Cafmeyer
- 2014 : Image de Adil El Arbi et Bilall Fallah
- 2015 : La Tierra Roja de Diego Martinez Vignatti : Pierre
- 2015 : Café Derby de Lenny Van Wesemael : Frank
- 2015 : Wolvenvacht (court métrage) de Louise de Groef : Wolf
- 2016 : Vincent de Christophe Van Rompaey : Raf
- 2016 : Faut pas lui dire de Solange Cicurel :
- 2017 : Cloudboy de Meikeminne Clinckspoor : Gerard
- 2017 : Caverne (court métrage) de Delphine Girard
- 2021 : L'Homme inconnu (court métrage) d'Anthony Schatteman (d)  : Louis
- 2022 : Plongée mortelle (Ritueel) de Hans Herbots : Nick Cafmeyer
- 2022 : Zillion de Robin Pront : Dimi
- 2022 : Man Bag (court métrage) de Pieter de Cnudde
- 2023 : Mascotte de Remy van Heugten : Willem Driessen
- 2024 : El correo de Daniel Calparsoro : le premier policier belge
- 2024 : Young Hearts d'Anthony Schatteman (nl) : Luk
- 2024 : Mon inséparable d'Anne-Sophie Bailly : Franck
- 2025 : BXL de Ish & Monir Ait Hamou : Le coach

### Télévision
- 2009 - 2012 : Code 37  (série) : Koen Verberk
- 2012 : Clan (série) : Mathias Dewitt
- 2020-2021 : Red Light (série) : Ingmar Leka
- 2021 : Braqueurs (série) : Chris de Wit
- 2022 : Transport (série) : Alex Van Buren
- 2022: Attraction (mini-série) d'Indra Siera
- 2023 : Assisen (nl) (série) : Samuel Indria
- 2023 : Knokke Off (série) : Patrick Vandael
- 2024 : Hawa & Adam (série) : Joris Simons

## Prix et récompenses
- 2012 : 3e cérémonie des Ensors : Meilleur acteur dans Tot altijd de Nic Balthazar